# Baorisa
Baorisa is een geslacht van vlinders van de familie spinneruilen (Erebidae), uit de onderfamilie Calpinae.

## Soorten
- B. floresiana Behounek, Speidel & Thöny
- B. hieroglyphica Moore, 1882
- B. philippina Behounek, Speidel & Thöny
- B. sulewesiana Behounek, Speidel & Thöny